# Hiroshi Takase
Hiroshi Takase (tiếng Nhật: 高 瀬 洋, 13 tháng 10 năm 1955, Tokyo - 7 tháng 9 năm 2006) là một nhà quay phim và biên tập hiệu ứng hình ảnh người Nhật cho các bộ phim.

## Tác phẩm
- Disk-kun's Manga Topics (1990-2006)
- Asobi no Jikan wa Owaranai (1991)
- Sotsugyō Ryokō: Nihon Kara Kimashita (1994)
- Haru (1996)
- Fuhō-taizai (1996)[2]
- Zero Woman: Kesenai Kioku (1997)
- Shitsurakuen (1997)
- Kiriko no fūkei (1998)
- 39 keihō dai sanjūkyū jō (1999)
- Another Heaven (2000)
- Yo Nimo Kimyo na Monogatari - Eiga no Tokubetsuhen (2000)
- Jo Gakusei no Tomo (2001)
- Platonic Sex (2001)[3]
- Jam Films (2002)
- Chicken Heart (2002)
- Ba Taoshi (2003)
- Legend of Nin Nin Ninja Hattori (2004)
- University of Laughs (2004)
- Shining Boy and Little Randy (2005)
- The Mamiya Brothers (2006)
- Yueru (2006)
- Death Note (2006)
- Christmas on July 24th Avenue (2006)
- Super Mario-kun (Pikkapika Comics) 2004-2006

## Qua đời
Hiroshi Takase qua đời vì đột quỵ vào ngày 7 tháng 9 năm 2006, tại Tokyo, Nhật Bản. Death Note được dành để tưởng nhớ ông.